# Маноппелло
Маноппелло (італ. Manoppello) — муніципалітет в Італії, у регіоні Абруццо, провінція Пескара.
Маноппелло розташоване на відстані близько 140 км на схід від Рима, 60 км на схід від Л'Аквіли, 27 км на південний захід від Пескари.
Населення — 6987 осіб (2014).

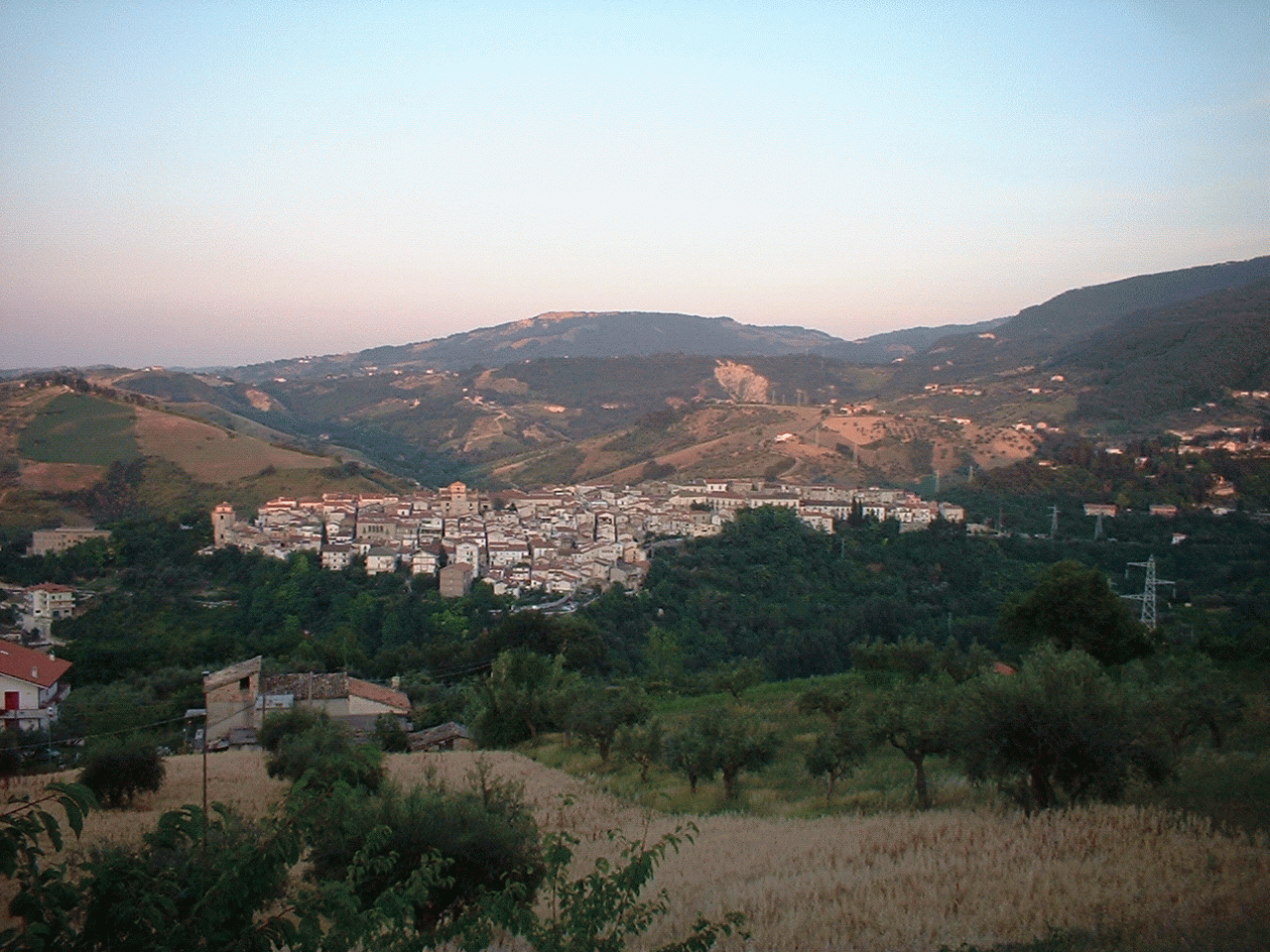

Щорічний фестиваль відбувається третього понеділка травня. Покровитель — Volto Santo di Manoppello.

## Демографія
Населення за роками:

Станом на 1 січня 2023 року в муніципалітеті офіційно проживало 198 іноземців з 35 країн, серед них 70 громадян країн Євросоюзу та 10 громадян України.

## Сусідні муніципалітети
- Аланно
- Казалінконтрада
- К'єті
- Леттоманоппелло
- Рошано
- Серрамоначеска
- Турриваліньяні
- Скафа